# Pulau Bulumanuk
Pulau Bulumanuk är en ö i Indonesien.   Den ligger i provinsen Jawa Timur, i den västra delen av landet, 800 km öster om huvudstaden Jakarta. Arean är 0,92 kvadratkilometer.
Terrängen på Pulau Bulumanuk är mycket platt. Öns högsta punkt är 8 meter över havet. Den sträcker sig 1,5 kilometer i nord-sydlig riktning, och 1,3 kilometer i öst-västlig riktning.